# Sexual Offences Act 1956
La Sexual Offences Act 1956 (4 & 5 Eliz.2 c.69) est une loi du Parlement du Royaume-Uni qui a renforcé le droit pénal anglais (en) concernant les délits sexuels entre 1957 et 2004. Elle a été en grande partie abrogée à partir du 1er mai 2004 par la loi de 2003 sur les délits sexuels qui l'a remplacée, mais les articles 33 à 37 ont été conservés. La loi de 2003 a  de plus ajouté un nouvel article 33A à la loi initiale de 1956. Ces articles ont créé des infractions pour traiter la pénalisation des bordels.
Bien que le reste de la loi ait été abrogé, les articles abrogés s'appliquent toujours aux crimes sexuels commis avant l'abrogation, comme dans le procès pour agression sexuelle de Pitcairn en 2004, ou l'inculpation en 2023 pour des agressions sexuelles sur mineures commises dans les années 1990 par Michael Lockwood,. La loi a aussi servi à inculper des hommes bisexuels et homosexuels comme les 7 de Bolton (en) en utilisant l'article 13 qui interdisait à un homme d'avoir des rapports sexuels avec un autre homme.

## La Loi aujourd'hui
Les articles 33, 34, 35 et 36 créent des infractions punissables par procédure sommaire. L'article 33A crée une version aggravée de l'infraction prévue à l'article 33 et la constitue en acte criminel. L'article 37 prévoit les sanctions pénales applicables pour de telles infractions.

### Articles 33 et 33A
L'article 33 se lit comme suit :

« (1) It is an offence for a person to keep, or to manage, or act or assist in the management of, a brothel. »

L'article 33A indique :

« (1) It is an offence for a person to keep, or to manage, or act or assist in the management of, a brothel to which people resort for practices involving prostitution (whether or not also for other practices).
(2) In this section “prostitution” has the meaning given by section 51(2) of the Sexual Offences Act 2003. »

La différence entre ces infractions vient de ce que la définition d'un « bordel » en droit anglais n'implique pas que les locaux soient utilisés à des fins de prostitution, puisqu'un bordel existe partout où plus d'une personne offre un rapport sexuel, que ce soit contre rémunération ou non.
La prostitution est définie par l'article 51(2) de la loi de 2003 sur les délits sexuels en ces termes :

« In those sections “prostitute” means a person (A) who, on at least one occasion and whether or not compelled to do so, offers or provides sexual services to another person in return for payment or a promise of payment to A or a third person; and “prostitution” is to be interpreted accordingly. »

Le paiement est défini à l'article 51(3) :

« In subsection (2), “payment” means any financial advantage, including the discharge of an obligation to pay or the provision of goods or services (including sexual services) gratuitously or at a discount. »

### Article 34
« (1) Le bailleur ou le propriétaire d'un local ou son agent commet une infraction s'il loue tout ou partie du local en sachant qu'il sera utilisé, en tout ou partie, comme maison de prostitution ou, si tout ou partie du local est utilisé comme maison de prostitution, s'il participe délibérément à la poursuite de cette utilisation. (« It is an offence for the lessor or landlord of any premises or his agent to let the whole or part of the premises with the knowledge that it is to be used, in whole or in part, as a brothel, or, where the whole or part of the premises is used as a brothel, to be wilfully a party to that use continuing. ») »

### Sanctions
L'article 37 de l'annexe 2 dresse la liste des sanctions prévues pour les infractions mentionnées. Pour les articles 33, 34, 35 et 36, la sanction est de trois mois d'emprisonnement pour une première infraction, ou de six mois d'emprisonnement « pour une infraction commise après une condamnation antérieure ».
La peine maximale prévue pour l'article 33A est de six mois devant la Magistrates' Court ou de sept ans devant la Cour de la Couronne.

## Lois successives sur les infractions sexuelles
- La Street Offences Act 1959 (en) interdisait la sollicitation (en) « dans une rue ou un lieu public à des fins de prostitution »[9].
- La Sexual Offences Act 1985 (en) interdisait le raccolage (en) et de solliciter constamment des femmes à des fins de prostitution[10].
- La loi de 2003 sur les infractions sexuelles a inséré l'article 33A dans la loi de 1956 et a créé d'autres infractions liées à la prostitution :
  - Les articles 47 à 50 interdisent la prostitution enfantine.
  - Les articles 52 et 53 interdisent le proxénétisme à des fins lucratives.
  - Les articles 57 à 59 créent des infractions liées au trafic sexuel.

## La loi initiale

### Article 1
Cet article a créé le crime, et plus tard le délit, de viol.
L'article 1(1) a remplacé l'article 48 du Offences against the Person Act 1861.
L'article 1(2) a remplacé le dernier paragraphe de l'article 4 du Criminal Law Amendment Act 1885.

### Article 12
Cette section a créé le crime, et plus tard l'infraction de sodomie, dans la lignée des Lois anti-sodomie.
L'article 12(1) a remplacé l'article 61 de la loi de 1861 sur les infractions contre la personne.
L'article 12(2) a remplacé l'article 15 de la loi de 1933 sur les enfants et les jeunes.
L'article 12(3) a remplacé l'article 99(2) de la loi de 1933 sur les enfants et les jeunes.

### Article 13
Cet article crée le délit de grossière indécence entre hommes.
L' article 13 a remplacé l'article 11 de la Criminal Law Amendment Act 1885.

### Article 14
Cet article crée le délit d'attentat à la pudeur contre une femme.
L' article 13 a remplacé l'article 11 de la Criminal Law Amendment Act 1885.
L'article 14 (1) a remplacé l'article 52 de la Offences against the Person Act 1861 (en).
L'article 14 (2) a remplacé l'article 1 de la Loi modifiant le droit pénal de 1922.
L'article 14 (3) a remplacé l'article 1 de la Age of Marriage Act 1929 (en).
L'article 14(4) a remplacé l'article 56(3) de la Mental Deficiency Act 1913 (en)

### Article 15
Cet article crée le délit d'attentat à la pudeur contre un homme.
L'article 15 (1) a remplacé l'article 62 de Offences against the Person Act 1861.
L'article 15, paragraphe 2, a remplacé l'article 1 du Criminal Law Amendment Act 1922.
L'article 15, paragraphe 3, a remplacé l'article 56, paragraphe 3, du Mental Deficiency Act 1913.
L'article 15, paragraphe 4, a remplacé l'article 15 de la loi de 1933 sur les enfants et les jeunes, la Children and Young Persons Act 1933 (en). 
L'article 15, paragraphe 5, a remplacé l'article 99, paragraphe 2, de la loi de 1933 sur les enfants et les jeunes.

### Article 16
Cet article crée le délit d'agression avec intention de commettre une sodomie.
L'article 16(1) a remplacé l'article  de la Offences against the Person Act 1861.
L'article 16(2) a remplacé l'article 15 de la  loi de 1933 sur les enfants et les jeunes.
L'article 16 paragraphe 3 a remplacé l'article 99 (2) de la loi sur les enfants et les jeunes.

### Article 44
Voir Rapports sexuels en droit anglais (en)
L'article 2 a remplacé l'article 3(1) de la Criminal Law Amendment Act 1885.